# エースをねらえ! 総音楽集
『エースをねらえ! 総音楽集』は、アニメ『エースをねらえ!』シリーズの音楽集。
OVA『エースをねらえ!2』の発売に合わせ、同作の主題歌とBGMを中心に、それ以前に発表されていた各作品の主題歌も収録して、1988年7月21日にキングレコードからLPレコード（型番：K25G-7378）とCD（型番：K30X-7124）が同時発売された。また、1993年1月9日にはCDが再リリース（型番：KICA-2120）されている。

## 概要
OVA『エースをねらえ!2』の主題歌と音楽（トラック7〜17）を収録したサウンドトラック。歴代シリーズの主題歌（トラック1〜6）も併録されているが、権利の問題で劇場版の主題歌2曲のみ少年探偵団の歌うオリジナル版ではなく、「劇場版 エースをねらえ！ ドラマ編 」 K18G-7078〜7079（1982年発売）のLPレコードの際に作成された、パルによるカバーとなっている。
なお、『エースをねらえ! 総音楽集』と銘打たれてはいるものの、テレビアニメ版第1作や第2作に関しては挿入歌・BGMとも収録されておらず、OVA『エースをねらえ! ファイナル・ステージ』に至っては、アルバム発売時にはまだ製作されていなかったため、主題歌・副主題歌ともに収録されていない。（1993年に再リリースされたCDでも追加収録は一切されなかった。）

## 収録曲
1. エースをねらえ[3]
歌：大杉久美子
作詞：東京ムービー企画室 / 作曲：三沢郷
テレビアニメ『エースをねらえ!』オープニングテーマ
2. 白いテニスコート[4]
歌：大杉久美子
作詞：東京ムービー企画室 / 作曲：三沢郷
テレビアニメ『エースをねらえ!』エンディングテーマ
3. 青春にかけろ!
歌：VIP
作詞：竜真知子 / 作曲：馬飼野康二
テレビアニメ『新・エースをねらえ!』オープニングテーマ
4. 明日に向って
歌：VIP
作詞：竜真知子 / 作曲：馬飼野康二
テレビアニメ『新・エースをねらえ!』エンディングテーマ
5. まぶしい季節に（カバー・バージョン）
歌：パル
作詞：竜真知子 / 作曲：馬飼野康二
劇場版『エースをねらえ!』主題歌（オープニングテーマ）
6. はるかな夢（カバー・バージョン）
歌：パル
劇場版『エースをねらえ!』副主題歌（エンディングテーマ）
7. エンドレス・ドリーム
歌：森口博子
作詞：竜真知子 / 作曲：芹澤廣明
OVA『エースをねらえ!2』オープニングテーマ
8. ひろみの朝
9. 麗香と大悟
10. 回想の宗方仁
11. 耐えろ!特訓
12. 迫りくる試練
13. マキとゴエモン
14. 恋心
15. 対決!
16. 苦しみをのりこえて
17. 遠くから見ていて
歌：森口博子
作詞：竜真知子 / 作曲：芹澤廣明
OVA『エースをねらえ!2』エンディングテーマ

トラック8〜16はOVA『エースをねらえ!2』のオリジナルBGM（音楽：芹澤廣明）